# Walter Koch (Bildhauer)
Walter Koch (* 9. Juni 1910 in Pommerswitz bei Leobschütz, Provinz Schlesien; † 31. Mai 1979 in Leverkusen) war ein deutscher Bildhauer. 
Nach seiner Lehrzeit als Holz- und Steinbildhauer absolvierte er von 1927 bis 1934 eine Ausbildung an der Dresdener Kunstakademie, wo er ein Meisterschüler bei Karl Albiker war. 1934 bekam er den Großen Hugo-Göpfert-Preis der Hugo-Göpfert-Stiftung mit einem Stipendium für einen einjährigen Studienaufenthalt in Italien. Nach seiner Rückkehr ließ er sich in Leverkusen nieder. Nach 1945 waren seine Arbeitsgebiete Porträtbüsten in Bronze und Stein und plastische Gestaltung für Architektur und Kunst im öffentlichen Raum. Zahlreiche Arbeiten befinden sich im öffentlichen, privaten und kirchlichen Besitz (Universität Heidelberg, St. Joseph, Manfort u. a.).